# 阮元

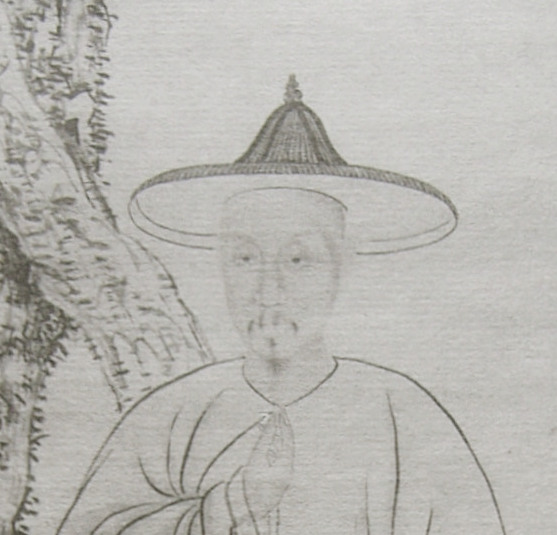
阮元像　1808

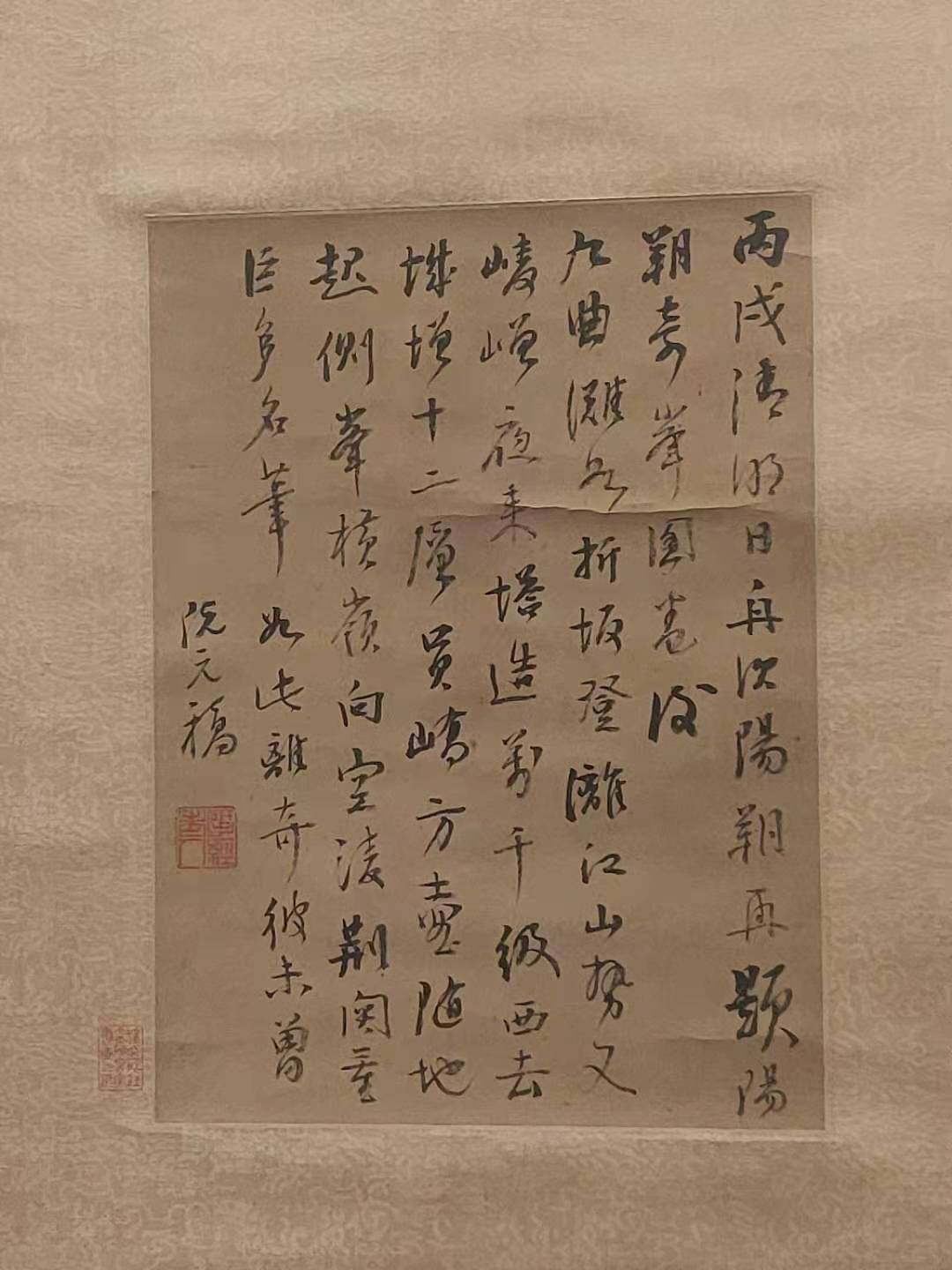
阮元の手紙

阮 元（げん げん、拼音: Ruǎn Yuán、乾隆29年1月20日〈西暦1764年2月21日〉 - 道光29年10月13日〈西暦1849年11月17日〉）は、中国清代の政治家・考証学者。地方官として功績を残すと同時に、学者として多くの編纂事業も手掛けた。号に文達（阮文達）、揅経老人、雷塘庵主など。

## 略歴
1764年、揚州府儀徴県に生まれる。本貫は揚州府甘泉県槐泗（現在の江蘇省揚州市邗江区槐泗鎮）。
1789年、科挙に合格して進士になる。官僚としては山東・浙江の学政、浙江・江西・河南の巡撫の任についた。とくに浙江には足かけ10年ほど着任して、李長庚らとともに海賊の取りしまりを行った。また、西湖の浚渫事業を行い、そのときに出た泥を集めて築いた湖内の島は「阮公墩」の名で現在も残る。
1817年からは、広州で両広総督をつとめる。前年にウィリアム・アマーストが三跪九叩頭の礼を拒否する事件が起きたばかりであり、阮元は砲台を築いてイギリスに武力で対抗することを進言した。
1826年からは、雲貴総督をつとめる。1835年には体仁閣大学士の官職についた。没後、文達の諡を贈られた。
浙江時代に「詁経精舎」、両広総督時代に「学海堂書院」という書院を建てた。やがて清末に至っては、前者には兪樾・章炳麟、後者には梁啓超といった、優れた学者あるいは後の革命家が所属することになる。

## 著作
阮元の著作は非常に多いが、とくに、自身の幕府（政務上の秘書組織）を活用して作った巨大な編纂物によって現在も名が知られる。
- 『経籍籑詁』（けいせきせんこ、1798年、106巻）は、古典に出現する語彙の訓詁をまとめて平水韻の順に並べたもの[4]。
- 『疇人伝（中国語版）』（ちゅうじんでん、1799年）は、数学者・天文暦学者の伝記集。上古から清代に至る中国の数学者243人、およびアテナイのメトンからイエズス会士のブノワに至る西洋人37人の伝記からなる[5][3]。
- 『十三経注疏』の校勘と出版（1816年、460巻）。阮元本はその校勘記とともに現在でも影印によって使用される。
- 『皇清経解』（1829年、1400巻）は、顧炎武以来の清代の経学研究書を集積したもの。のちに王先謙が『続皇清経解』を編纂した。
- 『四庫未収書提要』は、『四庫全書』に収められていない書の概要を記したもので、没後に出版された（5巻）[6]。

また、各地の地方志の編集や重刊も行い、土地ごとの詩文集を編纂した。
金石学についても貢献があり、『山左金石志』、『両浙金石志』、『積古斎鐘鼎彝器款識』などの著書がある。
文集に『揅経室集』がある。

## 関連史料
- 龔自珍『阮尚書年譜第一序』1823年。

阮元の60歳の記念に龔自珍が書いた文章。
- 張鑑（等）『雷塘庵主弟子記』。

『阮元年譜』とも呼ばれる、大部の阮元伝。
- 日本語訳: 村上正和, 豊岡康史, 相原佳之, 柳静我, 李侑儒「『雷塘庵主弟子記』訳注(1)」『環日本海研究年報』第28巻、新潟大学現代社会文化研究科環日本海研究室、2023年3月、80-86頁、CRID 1050858851018796160、hdl:10191/0002000901、ISSN 13478818。

- 阮元原著・井土霊山和訳「南北書派論」『書道及画道 第三巻 第二号』